# Доње Становце
Доње Становце (алб. Stanoc i Poshtëm) је насеље у општини Вучитрн на Косову и Метохији. Према попису становништва на Косову 2011. године, село је имало 1.736 становника, већину становништва чине Албанци.

## Географија
Село је у равници, на десној обали Лаба, на 1,5 км пред његовим ушћем у Ситницу. Воду за пиће добија село из бунара и трију чесама. Збијеног је типа. Дели се на две махале. Западни део села Черкези зову Стануца (изопачено од Становце), а источни део према селу Грацу – Граца.

## Историја
Село су основали Черкези 1864. на утрини и на једном делу земљишта који су уступили Џинићи из Приштине. По Становцу, у чијој је близини основано, село је прозвано Доње Становце, а Становце је онда добило атрибут „горње“. Звало се и Черкеским Селом или турски Черкез Ћој. Али званични назив за турске владавине му је био Исханије Баља (Горња Исханија). Године 1878. кад се Србија приближила Косову и кад су се Черкези исељавали са Косова, и из Доњег Становца се иселило десетак черкеских кућа у дубљу унутрашњост Турске. По Балканском рату је 1913–1914. исељено у Турску још петнаестак кућа Черкеза. На подручју села налази се место Лигата, чији остаци датирају још 3. и 4. века; спомиње се на Српској академији наука, налази се на листи културних споменика Косова..

## Порекло становништва по родовима
Породице које су живеле у село Доње Становце:
Черкези
- Гут (1 к.), – Жјау (11 к.), – Л’ш (5 к.), – Цеј (11 к.), – Наћ (3 к.), – Махош (6 к.), – Шауђен (4 к.), – Сл’ш (2 к), – Пхава (1 к.), – Хоћ (8 к.), сви од племена Абадзеха („Абдзах“). Доселили се 1864. из своје матице са Кавказа после једне неуспешне буне против руске управе. Већина их је из предела Д’ж. Сви ови родови сем последњег потичу од слободних грађана. Род Хоћ, је, међутим, био у ропском односу према роду Шауђену при њиховом досељењу на Косово. Како по черкеском народном обичају робови немају своја презимена већ се зову по презименима својих господара, то су се и Хоћ доскоро звали презименом својих негдашњих господара Шауђена. – Баж (2 к.) и – Баргл (3 к.), од истог племена као и горњи родови. Преселили се из Пожарања у Горњој Морави први 1927, а други 1947.

Аутоколонисти
- Ристићи (2 к.) и – Симићи (2 к.) досељени 1914. први из Бабиног Моста, а други из Добрева (Косово).
- Бига (2 к.) 1914. из Лике.
- Дуловићи (3 к.) 1914. из Матарушке Бање.

## Демографија
| Демографија | Демографија | Демографија |
| Година      | Становника  | Становника  |
| ----------- | ----------- | ----------- |
| 1948.       | 555         |             |
| 1953.       | 619         |             |
| 1961.       | 733         |             |
| 1971.       | 1.035       |             |
| 1981.       | 1.687       |             |
| 1991.       | 2.021       |             |
| 2011.       | 1.736       |             |

### Становништво по националности
| Националност     | Број  | %     |
| Албанци          | 1,679 | 96.72 |
| Ашкалије         | 25    | 1.44  |
| Бошњаци          | 2     | 0.12  |
| Турци            | 1     | 0.06  |
| Непознато/Остало |       |       |

Према попису из 2011. године, Албанци чине 96,72% популације.